# FRS Elbfähre Glückstadt Wischhafen

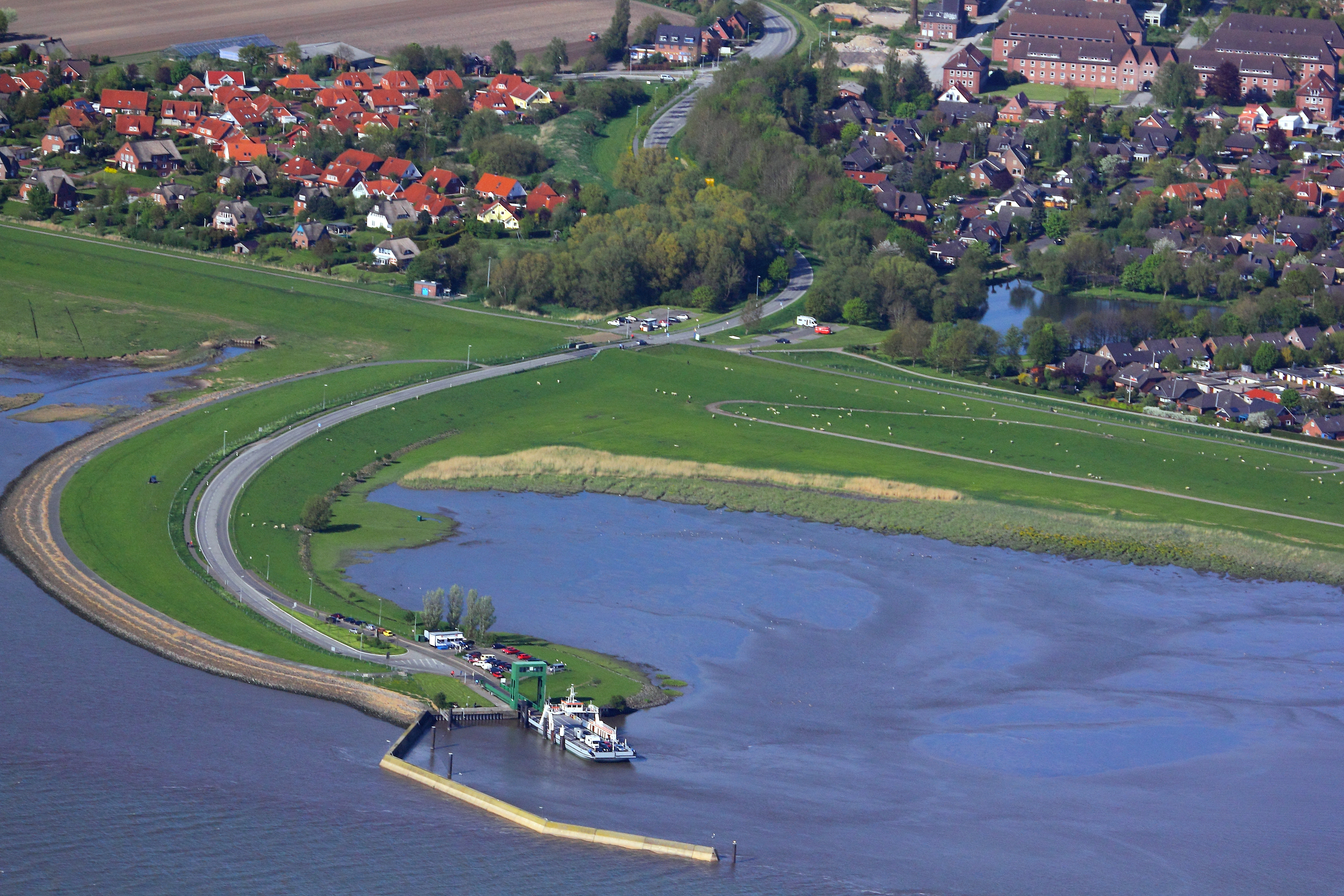
Fähranleger Glückstadt in der Glückstädter Nebenelbe

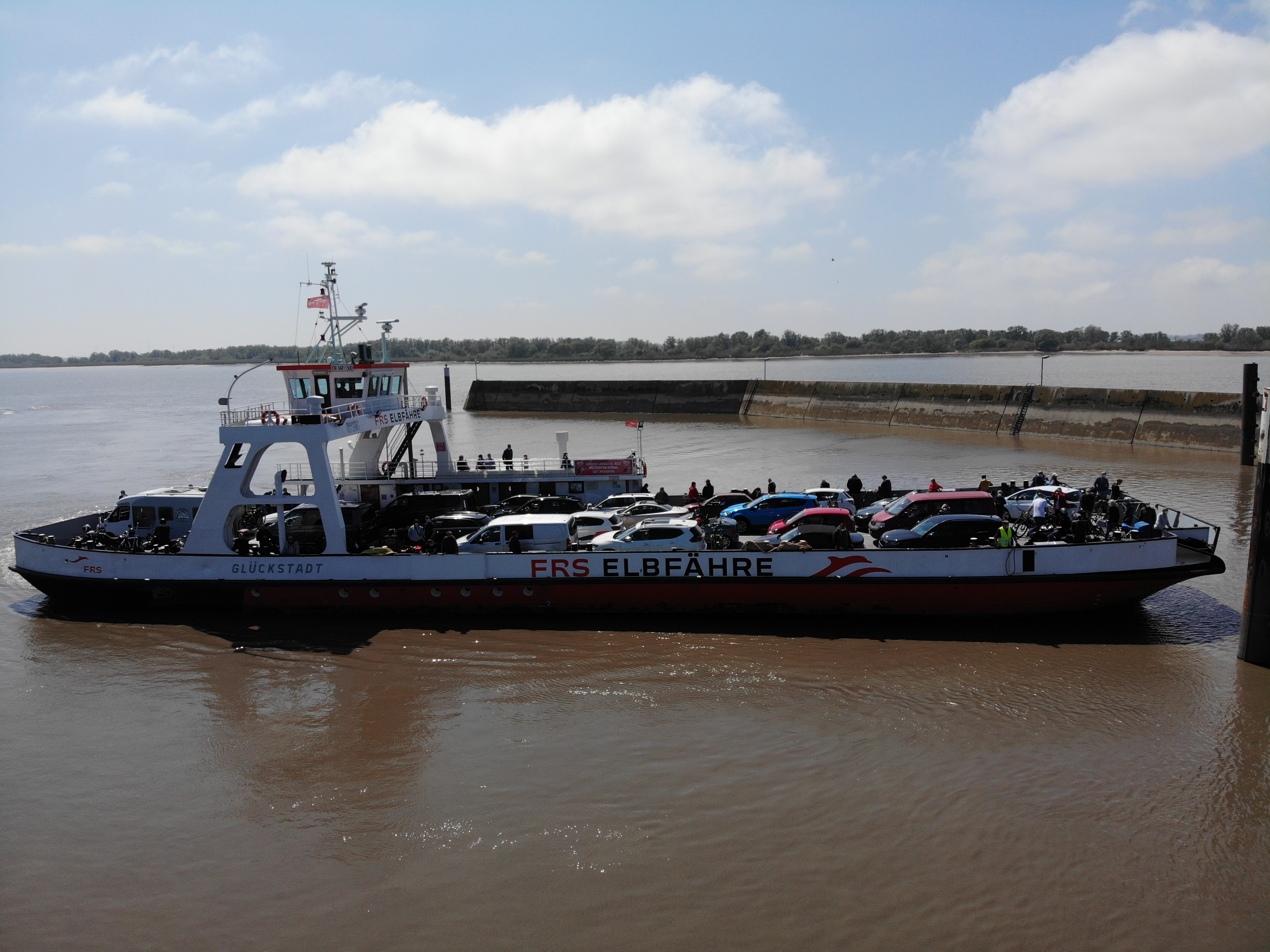
Fährschiff Glückstadt

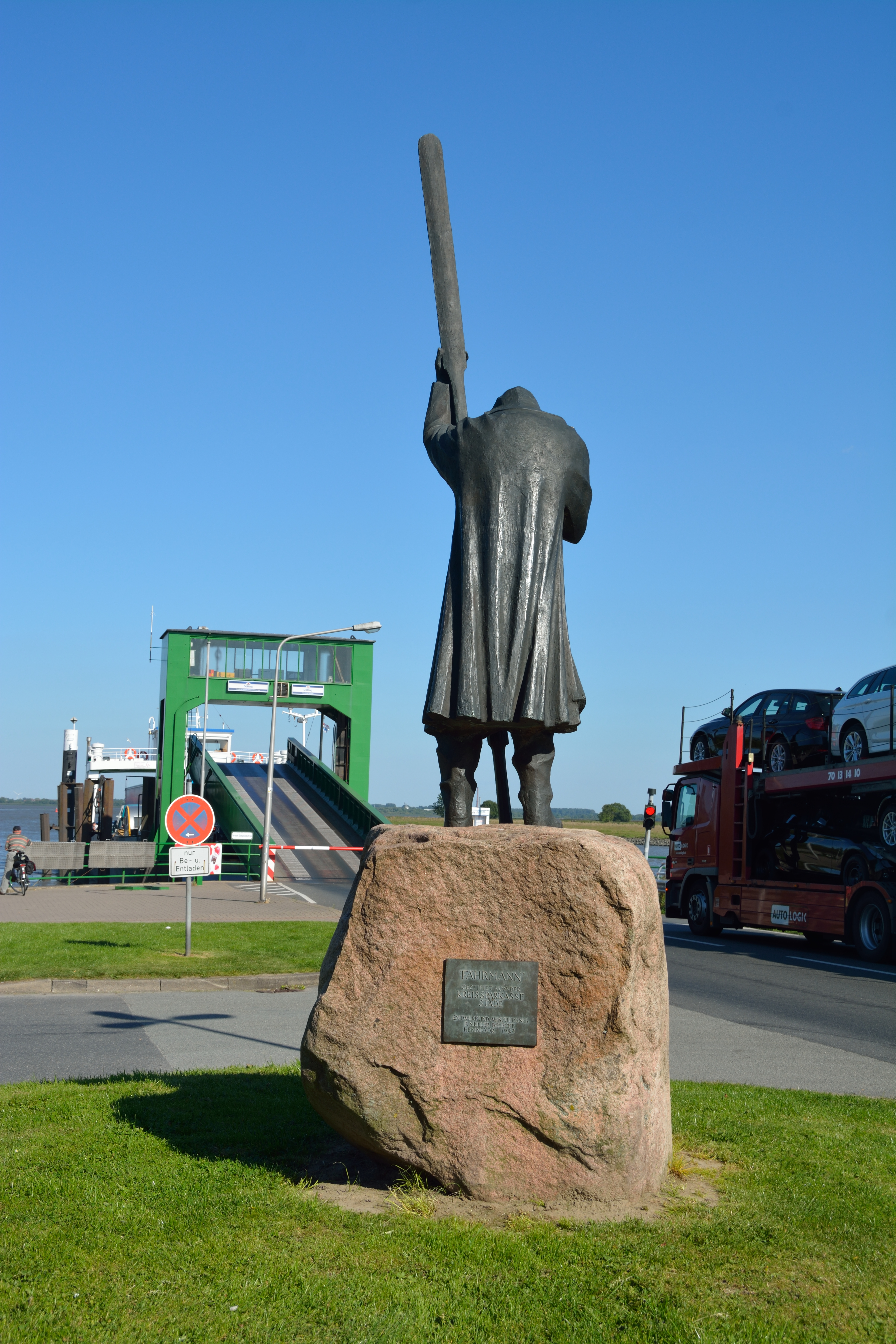
Fährmann von Frijo Müller-Belecke

Die FRS Elbfähre Glückstadt Wischhafen GmbH ist eine Reederei mit Sitz im schleswig-holsteinischen Glückstadt, die die gleichnamige Fährverbindung über die Unterelbe betreibt. Die Fähre verbindet einen Anleger im Nordwesten Glückstadts im Kreis Steinburg mit dem Ort Wischhafen im Landkreis Stade im Zuge der Bundesstraße 495.

## Geschichte
Das Unternehmen wurde 1919 vom Kap Hoornier Ernst Sturm gegründet. 1981 wurde das Unternehmen in eine GmbH & Co. KG umgewandelt. Das Unternehmen gehörte zuletzt Hildegard Both-Walberg, der Enkelin des Unternehmensgründers (in dritter Generation).
Mitte 2020 übernahm die Flensburger Reederei FRS die Fährlinie und führt sie als Tochterunternehmen FRS Elbfähre Glückstadt Wischhafen GmbH mit Sitz in Glückstadt fort.

## Route
Die bis zu vier eingesetzten Fähren verkehren zwischen den beiden Fähranlegern in Glückstadt und Wischhafen. Der Anleger in Glückstadt ragt etwa 500 Meter in die Glückstädter Nebenelbe hinein und ist mit Besucherparkplätzen versehen. Der Anleger in Wischhafen ist etwa 500 Meter in den Mündungstrichter der Wischhafener Süderelbe zurückgezogen. Auch hier gibt es Besucherparkplätze sowie etwa zwei Kilometer entfernt ein Gasthaus „Wischhafener Fähranleger“.
Die Elbe ist an dieser Stelle etwa 3½ km breit, die Fährstrecke beträgt etwa 4½ km. Sie bildet einen Teilabschnitt der Bundesstraße 495, der Deutschen Fährstraße sowie der Grünen Küstenstraße. Zum Transport werden vier frei fahrende Fähren (Antrieb am Heck, Wendemanöver beim Ablegen in Wischhafen und beim Anlegen in Glückstadt erforderlich) eingesetzt. Der Taktfahrplan sieht tagsüber beidseits zwei Abfahrten je Stunde vor. Bei hohem Verkehrsaufkommen verkehrt alle 20 Minuten ein Schiff. Die Fahrtdauer beträgt etwa 25 Minuten.

## Fährschiffe
Alle vier Schiffe sind beinahe baugleich, jedoch unterscheidet sich die maximale Ladehöhe zwischen 4,9 Meter und 5,5 Meter.

### Ernst Sturm

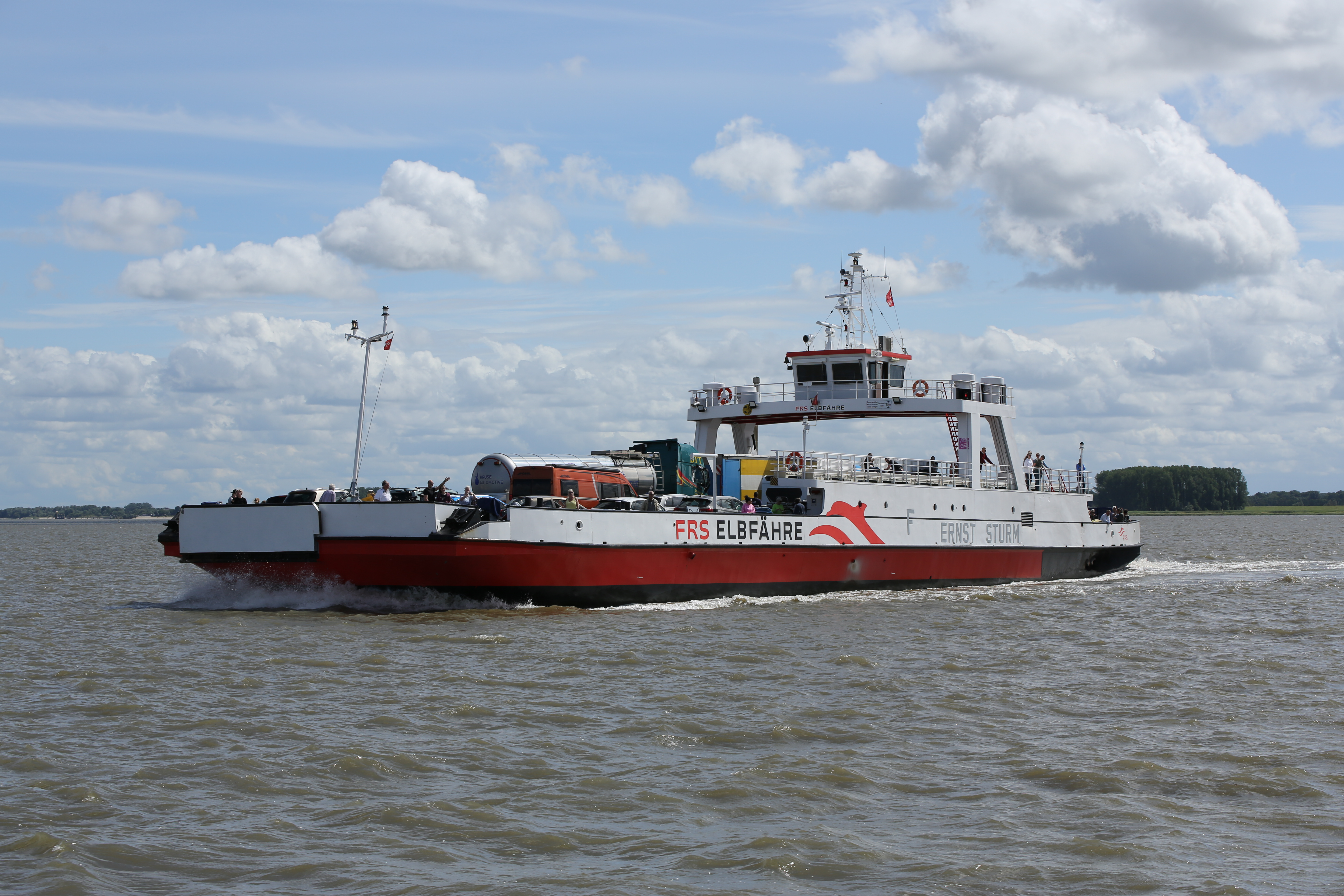
Fährschiff Ernst Sturm

Das Fährschiff Ernst Sturm wurde 1979 bei Hugo Peters mit der Baunummer 571 gebaut und fasst ungefähr 55 Pkw oder entsprechend Lkw. Das Fassungsvermögen entspricht etwa 260 Meter Staulänge vor den Anlegern. Die Durchfahrtshöhe, die durch das über dem Fährdeck angeordnete Steuerhaus bedingt ist, beträgt 5,5 Meter. Namensgebend war der Name des Fährunternehmengründers.

### Wilhelm Krooss
Das Fährschiff Wilhelm Krooss wurde 1970 auf der Kremer-Werft in Elmshorn mit der Baunummer 1145 gebaut. Es fasst ebenfalls ca. 55 Pkw oder eine entsprechend geringere Zahl Lkw. Das Steuerhaus ist hier allerdings niedriger angebracht, so dass die Durchfahrtshöhe lediglich 4,9 Meter beträgt.

### Glückstadt

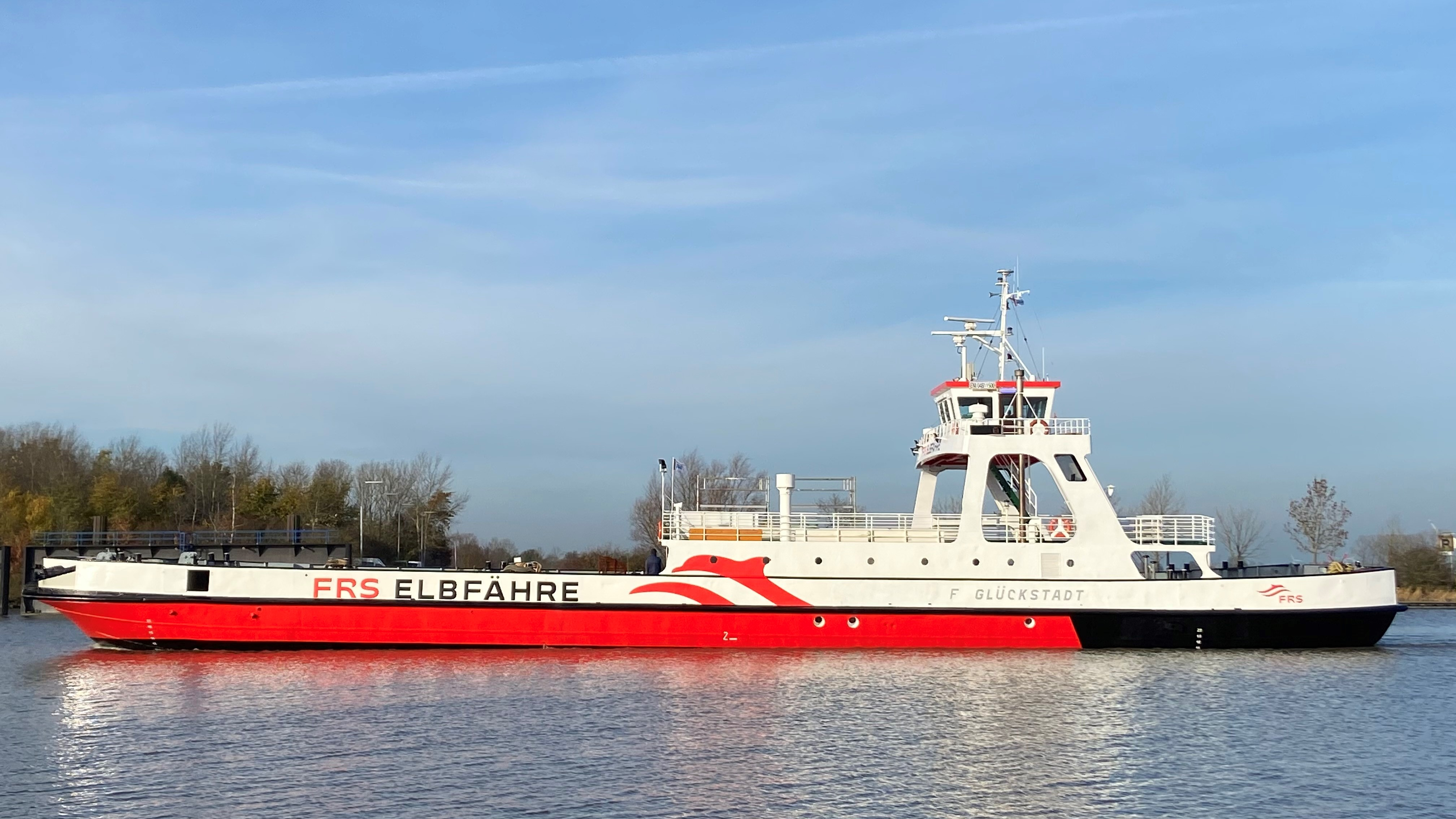
Fährschiff Glückstadt

Die Glückstadt entstand bereits 1959 bei der Peters Werft mit der Baunummer 495 – sie wurde 1969 und 1973 umgebaut. Ihre Ladekapazität liegt bei ungefähr 33 Pkw. Die Durchfahrtshöhe beträgt 5,1 Meter.

### Wischhafen
Die Wischhafen wurde 1988 auf der Sietas-Werft in Hamburg-Neuenfelde mit der Baunummer 994 und der Typbezeichnung 143 gefertigt. Sie wurde mit 618 BRZ vermessen. Das Fassungsvermögen entspricht ungefähr 55 Pkw. Die Durchfahrtshöhe, die durch das über dem Fährdeck angeordnete Steuerhaus bedingt ist, beträgt 5,5 Meter.

## Bedeutung im Fahrradverkehr
Für den Fahrradverkehr ist die Fährverbindung von besonderer Bedeutung. Sie stellt die günstigste Elbquerung dar, um so aus Richtung Niedersachsen an die schleswig-holsteinische Westküste zu gelangen. Die nächste Möglichkeit der Flussquerung besteht erst zwischen Lühe und Wedel (Lühe-Schulau-Fähre) bzw. 13 km flussaufwärts zwischen den Hamburger Stadtteilen Cranz und Blankenese (HBEL). Letztere wurde im Oktober 2024 von der HADAG bis auf weiteres ruhend gestellt.

## Zukunftsaussichten
In Zukunft strebt die FRS Elbfähre die Einführung eines neuen Mobilitätskonzepts an und hat dieses der Öffentlichkeit präsentiert. Das Konzept stellt eine Überbrückung bis zur Fertigstellung der festen A20-Elbquerung dar und dient danach als Ergänzung, sobald diese fertiggestellt wurde. Das umweltfreundliche Konzept sieht den Neubau von vier bis sechs emissionsfreien Elektrofähren vor und plant damit den vollständigen Umstieg auf Elektroantrieb, sodass deutliche CO2-Emissionen eingespart werden würden. Mit Einsatz der neuen Fähren könnte laut Angaben des Fährunternehmens die Fahrzeit der Elbüberquerung um die Hälfte verkürzt werden und in Zukunft lediglich 14 Minuten betragen. Zudem geht die FRS Elbfähre nach der Umsetzung aller geplanten Maßnahmen von einer Kapazitätssteigerung auf über 600 % aus. Geschäftsführer Tim Kunstmann hält in einem Interview fest: „Mit unserem Zukunftskonzept für grüne Mobilität können wir eine schwimmende Autobahn schaffen und einen nachhaltigen und umweltfreundlichen Fährverkehr ohne Wartezeiten garantieren“. Das Fährunternehmen verfolgt diesen Ansatz zum umweltfreundlichen Mobilitätskonzepts standhaft und baut auf die Unterstützung der Politik. Gespräche mit der Landespolitik in Niedersachsen und Schleswig-Holstein hierzu laufen.
Entgegen dem Mobilitätskonzept von FRS Elbfähre steht der weitere Ausbau der Autobahn A-20 ausgehend von Bad Segeberg, der sich seit mehr als 10 Jahren in der Planung und Fehlerbehebung befindet. Die Stellungnahme der Bürger zu den neuen Planungen ist bis Ende Oktober des Jahres 2024 vorgesehen. Die Kosten des Projekts für den Streckenabschnitt Glückstadt nach Weede werden in Höhe von bis zu 1,1 Milliarden Euro erwartet. Diese hohen Kosten zusammen mit der Klimaschädlichkeit stehen in Kritik.